# Herb Namysłowa
Herb Namysłowa – jeden z symboli miasta Namysłów i gminy Namysłów w postaci herbu.

## Wygląd i symbolika
Herb Namysłowa przedstawia w tarczy złotej połowę (bez ogona i szponów) czarnego, gotyckiego orła dolnośląskiego, z głową zwróconą w lewo, z srebrnym/białym półksiężycem na piersi, z czerwoną gwiazdą sześcioramienną w miejscu ogona.
Herb nawiązuje do niegdysiejszej przynależności miasta do książąt dolnośląskich.
Gwiazda jest symbolem Najświętszej Marii Panny (Stella Maris – Gwiazda Marii), patronki miasta i kościoła (dziś pofranciszkański kościół pod wezwaniem św. Franciszka z Asyżu i św. Piotra z Alkantary, w średniowieczu siedziba namysłowskich franciszkanów pod wezwaniem Najświętszej Marii Panny).

## Historia

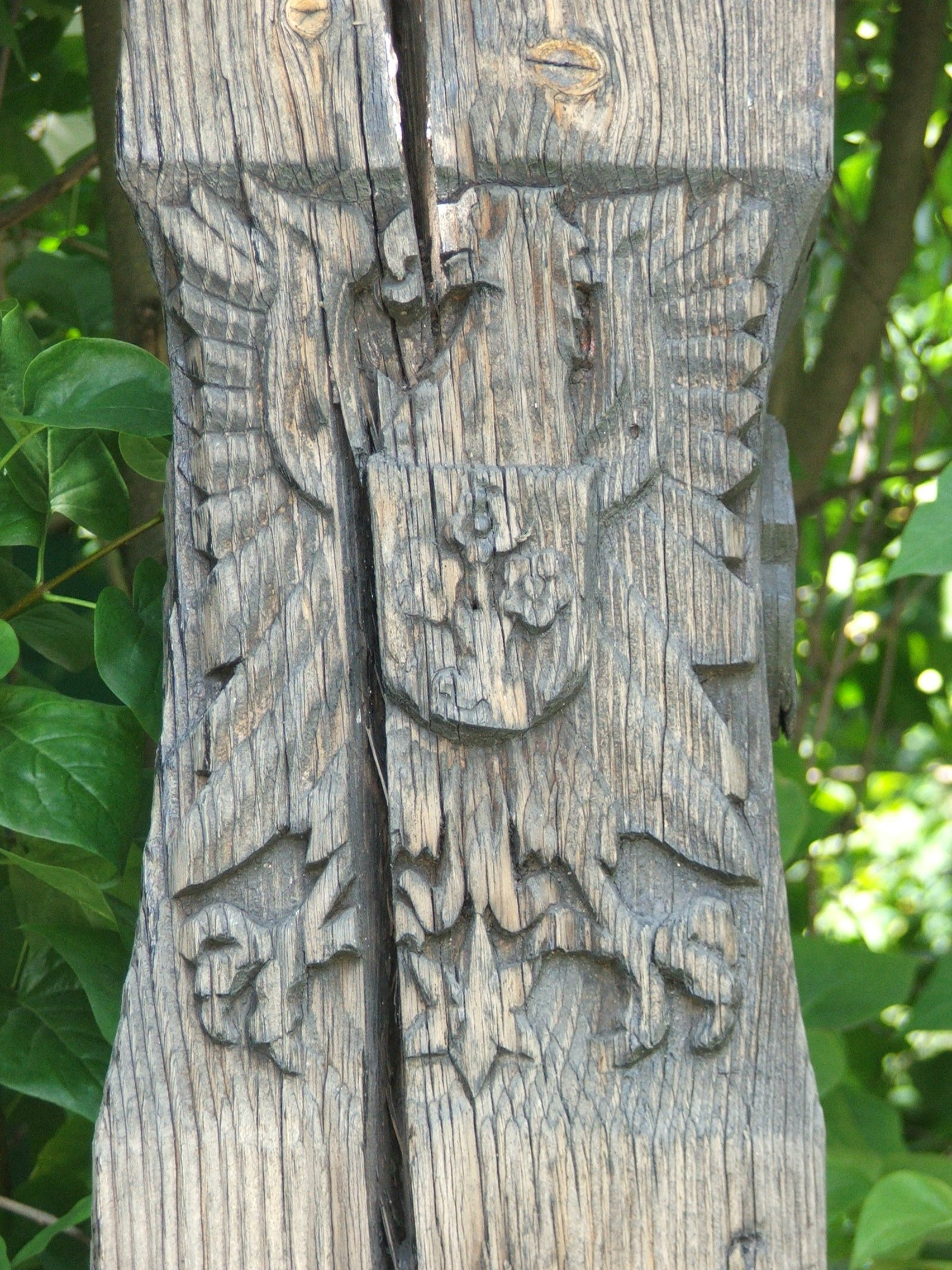
Herb Namysłowa na pruskiej drewnianej lampie gazowej

Godło w obecnej postaci było używane już w XIII w. na pieczęciach przez samorząd miejski.  W okresie rządów pruskich (1741-1945) do herbu wprowadzono dodatkowy element – tarczę z trzema różami na piersi orła – symbolizujący najprawdopodobniej zakon krzyżacki, który w latach 1703-1810 był właścicielem zamku namysłowskiego i jego lenna.
30 grudnia 1991 herb został ustanowiony uchwałą Rady Miejskiej w sprawie herbu Miasta Namysłowa nr XVII/131/91.

## Literatura
- Kazimierz Kuliński: Pieczęcie i herby miasta Namysłowa, Namysłów 2006.